# La Place de jeu
La Place de jeu, en allemand Der Spielplatz, est une huile sur toile réalisée en 1838 par Jacques-Laurent Agasse et mesurant 54 × 45 cm.
Le tableau est conservé à Winterthour au musée Oskar Reinhart « Am Stadtgarten ».